# Wildcats du New Hampshire
Les Wildcats du New Hampshire (New Hampshire Wildcats) est un club omnisports universitaire de l'Université du New Hampshire, située à Durham dans le New Hampshire aux États-Unis. Les équipes des Wildcats participent aux compétitions universitaires organisées par la National Collegiate Athletic Association.

## Hockey sur glace
L'équipe de hockey sur glace masculine fait partie de la conférence Hockey East, évoluant en division 1. Elle se rendit à deux reprises à la finale du championnat national de la NCAA, s'inclinant lors de ces deux occasions, soit en 1999 face aux Black Bears du Maine, puis en 2003 devant les Golden Gophers du Minnesota.